# Канео
Канео или понякога книжовно Канево (на македонска литературна норма: Канео) е квартал в град Охрид, Северна Македония, традиционната рибарска махала на града. Канео е основна туристическа забележителност в града, заради красивия пейзаж и забележителности.
Канео е разположен в югоизточната част на града, на бреговете на езерото. В махалата е разположена средновековната църква „Свети Йоан Богослов Канео“, чието име носи. Други забележителности в квартала са скалната средновековна църква „Въведение Богородично“, църквата „Рождество Богородично“ и обявената за значимо културно наследство на Северна Македония възрожденска сграда Вангеловата къща.